# Florica Lavric
Florica Lavric (ur. 7 stycznia 1962 w Copălău, zm. 20 czerwca 2014 w Bukareszcie) – rumuńska wioślarka, złota medalistka olimpijska i trzykrotna medalistka mistrzostw świata.

## Kariera
Wystąpiła na igrzyskach olimpijskich w Los Angeles w 1984, gdzie osada Rumunii w składzie: Florica Lavric, Maria Fricioiu, Chira Apostol, Olga Homeghi i Viorica Ioja zdobyła złoty medal w czwórkach ze sternikiem. W finale A wyprzedziły o 2,55 sekundy Kanadyjki i o 3,99 sekundy Australijki. Był to jej jedyny start olimpijski.
W tej samej konkurencji wywalczyła srebrne medale na mistrzostwach świata w Duisburgu (1983) i mistrzostwach świata w Hazewinkel (1985). Ponadto zdobyła brązowy medal w ósemkach na mistrzostwach świata w Nottingham (1986)
Jej sportowa kariera skończyła się w 1987, kiedy zachorowała na zapalenie opon mózgowo-rdzeniowych.
W 2011 przeszła operację nowotworu płuc. W kolejnych latach choroba powróciła, z przerzutami do wątroby i mózgu. Zmarła wskutek choroby nowotworowej 20 czerwca 2014.